# 札曲
巴塘河，又名扎曲，位于中华人民共和国青海省玉树藏族自治州玉树市东部，是长江上游通天河右岸支流。发源于格拉山北、日阿如冬塞以东4千米处，向北流穿过高山峡谷，进入巴塘盆地，纳巴曲、暗子曲后，穿过山丘宽谷区到达结古街道，纳左岸支流扎西科河，又折向东流，汇入通天河。干流全长92.3千米，流域面积2480平方千米，年均径流量9.08亿立方米，平均流量28.8立方米每秒。